# 2023年のMLBオールスターゲーム
2023年のMLBオールスターゲーム（英語: The 2023 Major League Baseball All-Star Game）は、アメリカンリーグとナショナルリーグの間で行われた93回目のオールスターゲームである。2023年7月11日にシアトル・マリナーズの本拠地T-モバイル・パークで行われた。

## 経緯
監督は、ナショナル・リーグはフィラデルフィア・フィリーズのロブ・トムソン、アメリカン・リーグはヒューストン・アストロズのダスティ・ベイカーが務める。
T-モバイル・パークで開催されるのは2001年以来2度目となる。

## 凡例
表中の守備の項は守備位置を示し以下の略記で示す。
- SP:先発投手 RP:救援投手 P:投手 C:捕手 1B:一塁手 2B:二塁手 SS:遊撃手 3B:三塁手 RF:右翼手 CF:中堅手 LF:左翼手 OF:外野手 DH:指名打者
- 表中のチーム名の略称についてはチームの表記参照。
- †：出場辞退 ‡：代替選出

## 選出選手

### 投票選出選手一覧

#### 投手
| アメリカンリーグ（投手）        |
| 選手（チーム）                  |
| ------------------------------- |
| フェリックス・バティスタ（BAL） |
| イェニエル・カノ（BAL）         |
| ルイス・カスティーヨ（SEA）     |
| エマヌエル・クラセ（CLE）†      |
| ゲリット・コール（NYY）         |
| ネイサン・イオバルディ（TEX）   |
| ソニー・グレイ（MIN）           |
| ケビン・ゴーズマン（TOR）†      |
| ケンリー・ジャンセン（BOS）     |
| マイケル・ローレンゼン（DET）   |
| シェーン・マクラナハン（TB）†   |
| 大谷翔平（LAA）                 |
| フランバー・バルデス（HOU）     |
| ジョージ・カービー（SEA）‡      |
| カルロス・エステベス（LAA）‡    |

| ナショナルリーグ（投手）         |
| 選手（チーム）                   |
| -------------------------------- |
| アレクシス・ディアス（CIN）      |
| カミロ・ドバル（SF）             |
| ブライス・エルダー（ATL）†       |
| ザック・ガレン（ARI）            |
| ジョサイア・グレイ（WSH）        |
| ジョシュ・ヘイダー（SD）         |
| ミッチ・ケラー（PIT）            |
| クレイトン・カーショウ（LAD）†   |
| ジャスティン・スティール（CHC）  |
| スペンサー・ストライダー（ATL）† |
| マーカス・ストローマン（CHC）    |
| デビン・ウィリアムズ（MIL）      |
| デビッド・ベッドナー（PIT）‡     |
| 千賀滉大（NYM）‡                 |
| クレイグ・キンブレル（PHI）‡     |

#### 野手
| アメリカンリーグ（野手） | アメリカンリーグ（野手）                 |
| 守備                     | 選手（チーム）                           |
| ------------------------ | ---------------------------------------- |
| C                        | ジョナ・ハイム（TEX）                    |
| C                        | サルバドール・ペレス（KC）               |
| C                        | アドリー・ラッチマン（BAL）              |
| 1B                       | ヤンディ・ディアス（TB）                 |
| 1B                       | ブラディミール・ゲレーロ・ジュニア (TOR) |
| 2B                       | マーカス・セミエン（TEX）                |
| 2B                       | ウィット・メリフィールド（TOR）          |
| 3B                       | ジョシュ・ヤン（TEX）                    |
| 3B                       | ホセ・ラミレス（CLE）                    |
| SS                       | コーリー・シーガー（TEX）                |
| SS                       | ボー・ビシェット（TOR）                  |
| SS                       | ワンダー・フランコ（TB）‡                |
| OF                       | ランディ・アロサレーナ（TB）             |
| OF                       | アーロン・ジャッジ（NYY）†               |
| OF                       | マイク・トラウト（LAA）†                 |
| OF                       | ヨルダン・アルバレス（HOU）†             |
| OF                       | アドリス・ガルシア（TEX）‡               |
| OF                       | オースティン・ヘイズ（BAL）‡             |
| OF                       | ルイス・ロベルト・ジュニア（CWS）        |
| OF                       | カイル・タッカー（HOU）‡                 |
| OF                       | フリオ・ロドリゲス（SEA）‡               |
| DH                       | 大谷翔平（LAA）                          |
| DH                       | ブレント・ルッカー（OAK）                |

| ナショナルリーグ（野手） | ナショナルリーグ（野手）              |
| 守備                     | 選手（チーム）                        |
| ------------------------ | ------------------------------------- |
| C                        | ショーン・マーフィー（ATL)            |
| C                        | エリアス・ディアス（COL）             |
| C                        | ウィル・スミス（LAD）                 |
| 1B                       | フレディ・フリーマン（LAD）           |
| 1B                       | ピート・アロンソ（NYM）               |
| 1B                       | マット・オルソン（ATL）               |
| 2B                       | ルイス・アラエス（MIA）               |
| 2B                       | オジー・アルビーズ（ATL）             |
| 3B                       | ノーラン・アレナド（STL）             |
| 3B                       | オースティン・ライリー（ATL）         |
| SS                       | オーランド・アルシア（ATL）           |
| SS                       | ダンズビー・スワンソン（CHC）†        |
| OF                       | ロナルド・アクーニャ・ジュニア（ATL） |
| OF                       | ムーキー・ベッツ（LAD）               |
| OF                       | コービン・キャロル（ARI）             |
| OF                       | ニック・カステヤノス（PHI）           |
| OF                       | ルルデス・グリエル・ジュニア（ARI）   |
| OF                       | フアン・ソト（SD）                    |
| DH                       | J.D.マルティネス（LAD）               |
| DH                       | ホルヘ・ソレア（MIA）                 |

### 先発出場選手
| アメリカンリーグ | アメリカンリーグ             | アメリカンリーグ |
| 打順             | 選手（チーム）               | 守備             |
| ---------------- | ---------------------------- | ---------------- |
| 1                | マーカス・セミエン（TEX）    | 2B               |
| 2                | 大谷翔平（LAA）              | DH               |
| 3                | ランディ・アロサレーナ（TB） | LF               |
| 4                | コーリー・シーガー（TEX）    | SS               |
| 5                | ヤンディ・ディアス（TB）     | 1B               |
| 6                | アドリス・ガルシア（TEX）    | RF               |
| 7                | オースティン・ヘイズ         | CF               |
| 8                | ジョシュ・ヤン（TEX）        | 3B               |
| 9                | ジョナ・ハイム（TEX）        | C                |
|                  |                              |                  |
| 先発             | ゲリット・コール（NYY）      | P                |

| ナショナルリーグ | ナショナルリーグ                      | ナショナルリーグ |
| 打順             | 選手（チーム）                        | 守備             |
| ---------------- | ------------------------------------- | ---------------- |
| 1                | ロナルド・アクーニャ・ジュニア（ATL） | RF               |
| 2                | フレディ・フリーマン（LAD）           | 1B               |
| 3                | ムーキー・ベッツ（LAD）               | CF               |
| 4                | J.D.マルティネス（LAD）               | DH               |
| 5                | ノーラン・アレナド（STL）             | 3B               |
| 6                | ルイス・アラエス（MIA）               | 2B               |
| 7                | ショーン・マーフィー（ATL）           | C                |
| 8                | コービン・キャロル（ARI）             | LF               |
| 9                | オーランド・アルシア（ATL）           | SS               |
|                  |                                       |                  |
| 先発             | ザック・ギャレン（ARI）               | P                |

## 試合経過
|                  | 1 | 2 | 3 | 4 | 5 | 6 | 7 | 8 | 9 | R | H | E |
| ---------------- | - | - | - | - | - | - | - | - | - | - | - | - |
| ナショナルリーグ | 0 | 0 | 0 | 1 | 0 | 0 | 0 | 2 | 0 | 3 | 9 | 0 |
| アメリカンリーグ | 0 | 1 | 0 | 0 | 0 | 1 | 0 | 0 | 0 | 2 | 7 | 1 |

1. 勝利：カミロ・ドバル（SF）
2. セーブ：クレイグ・キンブレル（PHI）
3. 敗戦：フェリックス・バティスタ（BAL）
4. 本塁打
NL：エリアス・ディアス（COL）
AL：ヤンディ・ディアス（TB）
5. 観客動員数：47,159人 試合時間：3時間3分

### MVP
- エリアス・ディアス（COL）

8回表に逆転2点本塁打を記録。